# Операция «Arc Light»
«Arc Light» — кодовое название большинства боевых операций, проводившихся стратегическими бомбардировщиками B-52 во время войны США в Юго-Восточной Азии в 1960—1970-х годах.
Хотя бомбардировщик B-52 создавался исключительно как носитель ядерного оружия, нехватка авиабаз в Южном Вьетнаме в начале полномасштабного вмешательства США в войну заставило американское командование искать альтернативу тактической авиации, и B-52 оказался наиболее подходящим вариантом. Некоторые самолёты были модернизированы в рамках программы «Большой живот» (Big Belly), что позволило довести их бомбовую нагрузку почти до 29 т (во время Второй мировой войны такую же массу имел полностью загруженный бомбами B-17).
Операция «Arc Light» началась 18 июня 1965 года ударом группы B-52 по предполагаемым позициям партизан НФОЮВ в военной зоне D к северо-востоку от Сайгона. B-52 действовали с авиабаз на острове Гуам (США), на Филиппинах и в Таиланде, используясь в основном в Южном Вьетнаме (в том числе для поддержки войск США и союзников, особенно во время осады Кхе-Сани и Пасхального наступления), а также в Лаосе и Камбодже. Они считались самым разрушительным оружием, задействованным США в Индокитае. Партизаны дали B-52 прозвище «шепчущая смерть» — во время налёта перед взрывами можно было услышать лишь свист падающих бомб, так как сами самолёты летели на большой высоте и не могли быть замечены или своевременно услышаны с земли. Против Северного Вьетнама стратегические бомбардировщики впервые были задействованы в апреле 1966 года, и до окончания массированных бомбардировок страны в 1968 году использовались очень ограниченно. В 1972 году воздушные операции против ДРВ были возобновлены, и теперь B-52 действовали более активно, особенно в декабре 1972 года, когда в ходе операции «Linebacker II» они единственный раз за всю войну совершили массированные налёты на Ханой и Хайфон.
Последние вылеты B-52 в Юго-Восточной Азии произошли 15 августа 1973 года, перед вступлением в силу запрета Конгресса США на ведение американскими вооружёнными силами боевых операций в Лаосе. За семь лет войны стратегические бомбардировщики совершили 126 тысяч самолётовылетов (один вылет обходился американскому бюджету в 40 тысяч долларов). По американским данным, боевые и небоевые потери составили 30 самолётов (18 потеряны от действий противника и 12 — в небоевых инцидентах), причём все боевые потери были понесены над Северным Вьетнамом — партизаны и северовьетнамские войска в Лаосе, Камбодже и Южном Вьетнаме не располагали достаточными средствами для того, чтобы сбить летавшие на большой высоте B-52. Бортовым стрелкам бомбардировщиков было засчитано два сбитых истребителя МиГ-21.